# 玉城詩菜
玉城 詩菜（たまき しいな、8月20日 - ）は、沖縄県出身のドリフトドライバー。2023年D1LightsのRd.3より参戦開始。D1グランプリ（D1GP）参戦中の藤野秀之が代表を務める藤野興業株式会社に勤務する。

## プロフィール
- 身長：167㎝[2]
- 血液型：O型
- 練習機：日産・シルビア(S15）
- 好きな食べ物：もやし・うどん

## 来歴
2021年のD1Central Rd.4（日光サーキット）にトヨタ・マークⅡ(JZX100)で参戦。3位。
2023年のD1Lights Rd.3より日産・シルビア(PS13)で参戦を開始し、同年9月よりTEAM TOYO TIRES DRIFTに入団。同年D1Lights Rd.4&5日光戦より新規に製作した日産・180SX(RPS13)へとマシンを変更。
2024年は昨年に引き続きTEAM TOYO TIRES DRIFTの一員としてD1Lights に参戦。また同年はジムニーシエラにてXCRスプリントカップ北海道シリーズ Rd.4ラリー北海道に藤野秀之がドライバー、玉城詩菜がコ・ドライバーとしてドリフト師弟コンビで参戦。
2025年は2月2日に開催されたXCRスプリントカップ北海道シリーズの北海道ブリザードラリー2025に参戦。昨年と同じくチーム「WISTERIA with TOYOTIRES」藤野と玉城のコンビで参戦しクラス優勝を獲得。4月20日にFSWで開催されたモーターファンフェスタ2025において、TEAM TOYOTIRES DRIFTの新体制が発表され、玉城のマシンがトヨタ・86(ZN6)となることが正式に公表された。この86は藤野秀之が2021年にD1GPへ参戦したマシンがベースとなる。5月の第1戦奥伊吹にてD1GPデビュー。7月4日〜6日に開催されたXCRスプリント北海道、Rd.3 ARKラリー・カムイに藤野と玉城のコンビで参戦しXC-3クラス優勝を獲得。

## 戦績
| 年     | チーム                | 使用車両   | 1      | 2      | 3      | 4      | 5   | 6   | 7   | 8   | 9     | 10    | 順位 | ポイント |
| ------ | --------------------- | ---------- | ------ | ------ | ------ | ------ | --- | --- | --- | --- | ----- | ----- | ---- | -------- |
| 2025年 | TEAM TOYOTIRES DRIFT3 | トヨタ・86 | OKU 22 | OKU 28 | TSU 26 | TSU 27 | EBI | EBI | AUT | AUT | T.B.A | T.B.A |      |          |

| 年     | チーム                  | 仕様車両               | 1 | 2 | 3 | 4 | 5 | 6 | 順位 |
| ------ | ----------------------- | ---------------------- | - | - | - | - | - | - | ---- |
| 2024年 | WISTERIA with TOYOTIRES | スズキ・ジムニーシエラ | - | - | - | R | - | - | -    |
| 2025年 | WISTERIA with TOYOTIRES | スズキ・ジムニーシエラ | 2 | 1 | 1 |   |   |   |      |